# Griselinia ruscifolia
Griselinia ruscifolia là một loài thực vật có hoa trong họ Griseliniaceae. Loài này được (Gay) Ball mô tả khoa học đầu tiên năm 1886.